# Nikodemus Kavikunua

Nikodemus Kavikunua in Gefangenschaft (1896)

Nikodemus Kavikunua († 12. Juni 1896) war von 1880 bis 1896 ein traditioneller Führer der Herero im ehemaligen Deutsch-Südwestafrika. Er galt als Anführer eines im März 1896 ausgeführten Aufstandes in Gobabis und wurde nach einem Kriegsgerichtsverfahren im Jahre 1896 zusammen mit Kahimemua Nguvauva von der deutschen Besatzungsmacht hingerichtet. Nikodemus Kavikunuas Grab liegt in der Rheinischen Missionskirche in Okahandja, die heute eine Gedenkstätte des alljährlich stattfindenden Hererotages ist.